# Хайнрих VIII (Валдек)
Вижте пояснителната страница за други личности с името Хайнрих VIII.
Хайнрих VIII фон Валдек (на немски: Heinrich VIII von Waldeck; * 1465; † 1513) е граф на Валдек и основател на старата линия Вилдунген на фамилията Дом Валдек. Известно време е също насауски щатхалтер на Графство Вианден.
Той е син на граф Филип I фон Валдек (1445 – 1475) и съпругата му Йохана фон Насау-Диленбург (1444 – 1488), дъщеря на граф Йохан IV от Насау-Диленбург.
След смъртта на баща му през 1475 г. Хайнрих VIII е под регентството на чичо си Филип II (1453 – 1524). През 1486 г. те разделят графството: Филип II става граф на Валдек-Айзенберг, Хайнрих VIII получава Валдек-Вилдунген. През 1487 г. двамата основават заедно францискански конвент в Корбах в Хесен.
Хайнрих VIII се жени през 1492 г. за Анастасия фон Рункел, дъщеря наследничка на Вилхелм фон Рункел († 1489). Така той получава част от Графство Изенбург и Графство Вид и веднага се нарича граф цу Валдек и господар цу Изенбург. След нейната смърт 1503 г. той продава тези собствености на нейния братовчед Йохан III фон Вид. С нея той има децата:
- Филип IV (1493 – 1574), граф на Валдек-Вилдунген, женен 1. 1523 г. за Маргарета фон Източна Фризия (1500 – 1537), 2. 1539 г. за Катарина фон Хацфелд († 1546), 3. 1554 г. за Юта фон Изенбург-Гренцау († 1564)
- Вилхелм

През 1493 г. граф Енгелберт фон Насау-Диленбург, чичо на майка му, го номинира за щатхалтер на Графство Вианден в днешен Люксембург.
През 1495 г. със смъртта на граф Ото IV изчезва графската линия Ландау. Тяхната собственост попада на линията Валдек и през 1496 г. се стига до конфликти за териториите между Филип II и Хайнрих. Едва през 1507 г. двете страни се разбират.
Филип II и Хайнрих са през 1504 г. съюзници на ландграф Вилхелм II фон Хесен.